# پیتر اینگه، بارون اینگه
پیتر اینگه، بارون اینگه (انگلیسی: Peter Inge, Baron Inge؛ زادهٔ ۵ اوت ۱۹۳۵ – درگذشته ۲۰ ژوئیه ۲۰۲۲) فرد نظامی اهل بریتانیا بود. او از سال ۱۹۹۲ تا ۱۹۹۴ ریاست ستاد کل بریتانیا را برعهده داشت، سپس به عنوان رئیس ستاد دفاع بریتانیا فعالیت می‌کرد. وی در سال ۱۹۹۷ بازنشسته شد. او به دولت بریتانیا در ایرلند و بعداً در دوران حرفه‌ای خود در طول جنگ بوسنی مشاوره داد. وی همچنین برندهٔ جوایزی همچون نشان بند جوراب شده‌است.

## زندگی شخصی و مرگ
در سال ۱۹۶۰ اینگه با لتیتیا تورنتون بری ازدواج کرد. آنها صاحب دو دختر شدند، آنتونیا و وریتی. لیدی اینگه در سال ۲۰۲۰ درگذشت. اینگه در ۲۰ ژوئیه ۲۰۲۲ در سن ۸۶ سالگی درگذشت.